# Дяволски град
Дяволският град (на сръбски: Ђавоља варош) е природен феномен и забележителност, намираща се в Поморавието, Сърбия, в близост до гр. Куршумлия, разположен на югозападните склонове на Радан планина.

## Описание
Дяволският град представлява комплекс от природни образувания описвани като каменни пирамиди. Намира се във вододелното било между Дяволското дере и Пъкленото дере. Водната ерозия оформя андезитните материали и вулканичния туф в 202 пирамиди, заемащи площ от 4300 m2. Размерите им варират от кули с височина от 2 до 15 m, ширина в основата 1,5 до 6 m и ширина на върха от 1 до 2 m.
В горната си част пирамидите са защитени от андезитни блокове с тежина до 100 кг, които ги предпазват от атмосферните въздействия. Надморската височина на Дяволския град е между 700 и 720 m.

## Име
Поморавци приемат пирамидите и кулите в местността за дяволско дело, откъдето идва и наименованието Дяволски град. За придобилото популярност име на местността има няколко причини, които могат да бъдат групирани като:
- исторически – в граничния район са се водели редица битки;
- природни – уникалните форми в съчетание с особения червен цвят на почвата и минерализираната вода придават специфично излъчване на местността;
- релефни – акустиката, която се създава от вятъра във взаимодействие с пирамидите в местността;

## Води
Районът на Дяволския град е вододаен – тук има извор, познат с името Дяволския, от който извира и Дяволска вода. Водата е минерална и се използва с лечебни цели.